# Xavier Raspail
Pour les articles homonymes, voir Raspail.
François Xavier Raspail est le fils de François-Vincent Raspail, médecin, né à Montrouge le 2 décembre 1840, mort le 24 décembre 1926. Il a fait la campagne de 1870 en qualité de médecin aide-major au 1er régiment d’éclaireurs de la Seine (corps du colonel Mocquard). Cette retraite de l’armée française se déroula dans des conditions climatiques très rigoureuses, la neige recouvrant la terre et la température avoisinant zéro degré.

## Biographie
Le 12 février 1874, il comparut devant la Cour d'assises de la Seine à côté de son père et fut condamné, comme éditeur de l'Almanach et calendrier météorologique pour 1874, à six mois de prison et 500 francs d'amende ; il a subi sa peine à  Sainte-Pélagie. Pendant sa détention, de nouvelles poursuites furent dirigées contre lui en raison de la publication des noms des jurés dans le compte-rendu de ce procès. Condamné en première instance à 500 francs d'amende, la cour, sur son appel, l'acquitta.
Il a publié : les Éclaireurs de la Seine ; Relation de la guerre en Normandie (1872, in-18) ; Procès de l'almanach Raspail, compte rendu in extenso avec un avant-propos et de nombreuses annotations (in-18 ; 2e édit., 1875) ; Mémoire sur les premiers états de l'hépiale louvette (1875, in-18), avec une planche, De la nécessité de l'aministie (1876).
Ornithologue à ses heures, il a publié dans la Revue scientifique : Le coucou devant l'enquête administrative de 1885-1886, 1902, t. 18, no 5, p. 142-146 ; La protection des semailles contre les corbeaux, 1902, t. 18, no 22, p. 682-687.
Il a vécu à Gouvieux (Oise), commune concernée par sa publication : Une Station ornithologique dans l'Oise. Nouvelles observations sur les Oiseaux ayant niché dans le périmètre du territoire de Gouvieux, suivie de la liste des Oiseaux qui y sont régulièrement ou accidentellement de passage - Mém. Soc. Zool. France, 1905, 18, p. 32-200.
Il publie également quelques articles d'ornithologie dans le Bulletin de la Société d'horticulture et d'apiculture de l'arrondissement de Senlis, à partir de 1895.
Il est inhumé au cimetière du Père-Lachaise (18e division).

## Sources
- Grand Dictionnaire universel du XIXe siècle par Pierre Larousse
- Anne Vandenbroucke, La mémoire de la guerre de 1870-1871 en Seine-Inférieure